# Loihi Seamount

Engelskspråkig topografisk karta över Hawaii med omkringliggande områden, med Lōʻihi Seamount utmarkerat.

Lōʻihi Seamount är en aktiv undervattensvulkan som ligger cirka 22 kilometer utanför Hawaiis sydöstra kust. Den ligger intill Mauna Loa, världens största sköldvulkan. Loihi Seamount ligger 975 meter under havet och ingår i Undervattenskedjan Hawaii-Emperor.